# Sommer-Paralympics 2008/Teilnehmer (Sri Lanka)
| stlisierte Goldmedaille | stlisierte Silbermedaille | stlisierte Bronzemedaille |
| ----------------------- | ------------------------- | ------------------------- |
| —                       | —                         | —                         |

Sri Lanka  nahm mit fünf Sportlern an den Sommer-Paralympics 2008 im chinesischen Peking teil.
Fahnenträger bei der Eröffnungsfeier war Sandun Wasana Perera. Das beste Ergebnis der Mannschaft erzielte der Leichtathlet Lal Pattiwila Arachchilage im Hochsprung der Klasse F44/46 mit dem zehnten Platz.

## Teilnehmer nach Sportarten

### Leichtathletik
Männer
- Lal Pattiwila Arachchilage
- Shantha Sirimana Arachchilage
- Udaya Wijesinghe Adikari Appuha

### Powerlifting (Bankdrücken)
Männer
- Sandun Batapola Mudalige

### Rollstuhltennis
Männer
- Upali Rajakaruna